# Lijst van Finse ministers van Defensie

## Lijst van Finse ministers van Defensie (1957–heden)
| Minister van Defensie puolustusministeri | Minister van Defensie puolustusministeri | Minister van Defensie puolustusministeri | Ambtstermijn           | Ambtstermijn      | Partij(en)                     | Premier(s)                        | Kabinet(en)                    |
| ---------------------------------------- | ---------------------------------------- | ---------------------------------------- | ---------------------- | ----------------- | ------------------------------ | --------------------------------- | ------------------------------ |
|                                          | Kalle Lehmus                             | Kalle Lehmus (1907–1987)                 | 30 november 1957       | 26 april 1958     | Onafhankelijk                  | Rainer von Fieandt (1957–1958)    | Von Fieandt                    |
|                                          | Martti Miettunen                         | Edvard Björkenheim (1901–1965)           | 26 april 1958          | 30 augustus 1958  | Centrumpartij                  | Reino Kuuskoski (1907–1965)       | Kuuskoski                      |
|                                          | Toivo Wiherheimo                         | Toivo Wiherheimo (1898–1970)             | 30 augustus 1958       | 13 januari 1959   | Nationale Coalitiepartij       | Karl-August Fagerholm (1958–1959) | Fagerholm III                  |
|                                          |                                          | Leo Häppölä (1911–1998)                  | 13 januari 1959        | 15 augustus 1961  | Centrumpartij                  | Jussi Sukselainen (1959–1961)     | Sukselainen II                 |
| Eemil Luukka (1961)                      |                                          | Leo Häppölä (1911–1998)                  | 13 januari 1959        | 15 augustus 1961  | Centrumpartij                  |                                   | Sukselainen II                 |
|                                          | Martti Miettunen                         | Edvard Björkenheim (1901–1965)           | 15 augustus 1961       | 12 april 1962     | Centrumpartij                  | Martti Miettunen (1961–1962)      | Miettunen I                    |
|                                          | Arvo Pentti                              | Arvo Pentti (1915–1986)                  | 12 april 1962          | 17 december 1963  | Centrumpartij                  | Ahti Karjalainen (1962–1963)      | Karjalainen I                  |
|                                          | Kaarlo Leinonen                          | Generaal Kaarlo Leinonen (1914–1975)     | 17 december 1963       | 12 september 1964 | Onafhankelijk                  | Reino Ragnar Lehto (1963–1964)    | Lehto                          |
|                                          | Arvo Pentti                              | Arvo Pentti (1915–1986)                  | 12 september 1964      | 26 mei 1966       | Centrumpartij                  | Johannes Virolainen (1964–1966)   | Virolainen                     |
|                                          | Sulo Suorttanen                          | Sulo Suorttanen (1921–2005)              | 26 mei 1966            | 15 mei 1970       | Centrumpartij                  | Rafael Paasio (1966–1968)         | Paasio I                       |
| Mauno Koivisto (1968–1970)               | Sulo Suorttanen                          | Sulo Suorttanen (1921–2005)              | 26 mei 1966            | 15 mei 1970       | Centrumpartij                  | Koivisto I                        |                                |
|                                          | Arvo Pentti                              | Arvo Pentti (1915–1986)                  | 15 mei 1970            | 15 juli 1970      | Onafhankelijk                  | Teuvo Aura (1970)                 | Aura I                         |
|                                          | Kristian Gestrin                         | Kristian Gestrin (1929–1990)             | 15 juli 1970           | 30 oktober 1971   | Zweedse Volkspartij in Finland | Ahti Karjalainen (1970–1971)      | Karjalainen II                 |
|                                          | Arvo Pentti                              | Arvo Pentti (1915–1986)                  | 30 oktober 1971        | 22 februari 1972  | Onafhankelijk                  | Teuvo Aura (1971–1972)            | Aura II                        |
|                                          |                                          | Sulo Hostila (1920–2002)                 | 22 februari 1972       | 4 september 1972  | Sociaal- Democratische Partij  | Rafael Paasio (1972)              | Paasio II                      |
|                                          | Kristian Gestrin                         | Kristian Gestrin (1929–1990)             | 4 september 1972       | 30 september 1974 | Zweedse Volkspartij in Finland | Kalevi Sorsa (1972–1975)          | Sorsa I                        |
|                                          |                                          | Carl-Olaf Homén (1936)                   | 30 september 1974      | 13 juni 1975      | Zweedse Volkspartij in Finland | Kalevi Sorsa (1972–1975)          | Sorsa I                        |
|                                          | Olavi Mattila                            | Erkki Huurtamo (1917–1999)               | 13 juni 1975           | 30 november 1975  | Onafhankelijk                  | Keijo Liinamaa (1975)             | Liinamaa                       |
|                                          | Ingvar Melin                             | Ingvar Melin (1932–2011)                 | 30 november 1975       | 30 september 1976 | Zweedse Volkspartij in Finland | Martti Miettunen (1975–1977)      | Miettunen II                   |
|                                          |                                          | Seppo Westerlund (1930–2014)             | 30 september 1976      | 15 mei 1977       | Liberale Volkspartij           | Martti Miettunen (1975–1977)      | Miettunen III                  |
|                                          |                                          | Taisto Tähkämaa (1924)                   | 15 mei 1977            | 26 mei 1979       | Centrumpartij                  | Kalevi Sorsa (1977–1979)          | Sorsa II                       |
|                                          |                                          | Lasse Äikäs (1932–1988)                  | 26 mei 1979            | 20 februari 1982  | Centrumpartij                  | Mauno Koivisto (1979–1982)        | Koivisto II                    |
|                                          |                                          | Juhani Saukkonen (1937)                  | 20 februari 1982       | 6 mei 1983        | Centrumpartij                  | Kalevi Sorsa (1982–1987)          | Sorsa III                      |
|                                          |                                          | Veikko Pihlajamäki (1922–2007)           | 6 mei 1983             | 30 april 1987     | Centrumpartij                  | Kalevi Sorsa (1982–1987)          | Sorsa IV                       |
|                                          | Ole Norrback                             | Ole Norrback (1941)                      | 30 april 1987          | 12 juni 1990      | Zweedse Volkspartij in Finland | Harri Holkeri (1987–1991)         | Holkeri                        |
|                                          | Elisabeth Rehn                           | Elisabeth Rehn (1935)                    | 12 juni 1990           | 1 januari 1995    | Zweedse Volkspartij in Finland | Harri Holkeri (1987–1991)         | Holkeri                        |
| Zweedse Volkspartij in Finland           | Elisabeth Rehn                           | Elisabeth Rehn (1935)                    | 12 juni 1990           | 1 januari 1995    | Esko Aho (1991–1995)           | Aho                               |                                |
|                                          | Jan-Erik Enestam                         | Jan-Erik Enestam (1947)                  | 1 januari 1995         | 13 april 1995     | Esko Aho (1991–1995)           | Aho                               | Zweedse Volkspartij in Finland |
|                                          | Anneli Taina                             | Anneli Taina (1951)                      | 13 april 1995          | 15 april 1999     | Nationale Coalitiepartij       | Paavo Lipponen (1995–2003)        | Lipponen I                     |
|                                          | Jan-Erik Enestam                         | Jan-Erik Enestam (1947)                  | 15 april 1999          | 17 april 2003     | Zweedse Volkspartij in Finland | Paavo Lipponen (1995–2003)        | Lipponen II                    |
|                                          | Matti Vanhanen                           | Matti Vanhanen (1955)                    | 17 april 2003          | 23 juni 2003      | Centrumpartij                  | Anneli Jäätteenmäki (2003)        | Jäätteenmäki                   |
|                                          | Seppo Kääriäinen                         | Seppo Kääriäinen (1948)                  | 23 juni 2003           | 20 april 2007     | Centrumpartij                  | Matti Vanhanen (2003–2010)        | Vanhanen I                     |
|                                          | Jyri Häkämies                            | Jyri Häkämies (1964)                     | 20 april 2007          | 22 juni 2011      | Nationale Coalitiepartij       | Matti Vanhanen (2003–2010)        | Vanhanen II                    |
| Mari Kiviniemi (2010–2011)               | Jyri Häkämies                            | Jyri Häkämies (1964)                     | 20 april 2007          | 22 juni 2011      | Nationale Coalitiepartij       | Kiviniemi                         |                                |
|                                          | Stefan Wallin                            | Stefan Wallin (1967)                     | 22 juni 2011           | 5 juli 2012       | Zweedse Volkspartij in Finland | Jyrki Katainen (2011–2014)        | Katainen                       |
|                                          | Carl Haglund                             | Carl Haglund (1979)                      | 5 juli 2012            | 29 mei 2015       | Zweedse Volkspartij in Finland | Jyrki Katainen (2011–2014)        | Katainen                       |
| Zweedse Volkspartij in Finland           | Carl Haglund                             | Carl Haglund (1979)                      | 5 juli 2012            | 29 mei 2015       | Alexander Stubb (2014–2015)    | Stubb                             |                                |
|                                          | Jussi Niinistö                           | Jussi Niinistö (1970)                    | 29 mei 2015            | 6 juni 2019       | Finnenpartij (2015–17)         | Juha Sipilä (2015–2019)           | Sipilä                         |
|                                          | Jussi Niinistö                           | Jussi Niinistö (1970)                    | 29 mei 2015            | 6 juni 2019       | Blauwe Toekomst (2017–19)      | Juha Sipilä (2015–2019)           | Sipilä                         |
|                                          | Antti Kaikkonen                          | Antti Kaikkonen (1974)                   | 6 juni 2019            | 5 januari 2023    | Centrumpartij                  | Antti Rinne (2019)                | Rinne                          |
| Sanna Marin (2019–2023)                  | Antti Kaikkonen                          | Antti Kaikkonen (1974)                   | 6 juni 2019            | 5 januari 2023    | Centrumpartij                  | Marin                             |                                |
| Sanna Marin (2019–2023)                  |                                          | Mikko Savola                             | Mikko Savola (1981)    | 5 januari 2023    | 28 februari 2023               | Marin                             | Centrumpartij                  |
| Sanna Marin (2019–2023)                  |                                          | Antti Kaikkonen                          | Antti Kaikkonen (1974) | 28 februari 2023  | 20 juni 2023                   | Marin                             | Centrumpartij                  |
|                                          | Kai Mykkänen                             | Antti Häkkänen (1985)                    | 20 juni 2023           | heden             | Nationale Coalitiepartij       | Petteri Orpo (2023–heden)         | Orpo                           |